# Ligyra merope
Ligyra merope är en tvåvingeart som först beskrevs av Christian Rudolph Wilhelm Wiedemann 1824.  Ligyra merope ingår i släktet Ligyra och familjen svävflugor. Inga underarter finns listade i Catalogue of Life.